# Alfarela de Jales
Alfarela de Jales ist eine Gemeinde (Freguesia) im portugiesischen Kreis (Concelho) von Vila Pouca de Aguiar. In ihr leben 357 Einwohner (Stand 19. April 2021).

## Geschichte
Funde belegen eine vorgeschichtliche Besiedlung. Der Ort war ein Dorf der Castrokultur, das von den Römern umgestaltet und weiter bewohnt wurde.
Im Zuge ihrer Landnahme ab 711 unterwarfen die Mauren auch das heutige Gemeindegebiet. Aus dieser Zeit stammt der Ortsname, der sich aus dem arabischen Wort für Reiter bzw. einem Mann auf einem Pferd ableitet. Andere etymologische Theorien sehen den Ursprung des Ortsnamens im arabischen Wort al-fauwara, das sich auf eine Wasserquelle bezieht.
Die heutige Gemeinde entstand vermutlich im Verlauf der Wiederbesiedlungen nach der Reconquista. Erste Stadtrechte erhielt der Ort 1273, nach anderen Autoren bereits 1220. König Manuel I. erneuerte die Stadtrechte 1514. Alfarela de Jales blieb ein eigenständiger Kreis (Concelho), bis er im Verlauf der Verwaltungsreformen nach der Liberalen Revolution 1822 aufgelöst wurde. Im Jahr 1836 wurde er dabei erstmals mit dem Kreis Vila Pouca de Aguiar zusammengelegt. 1855 wurde der Kreis endgültig aufgelöst und ist seither eine Gemeinde im Kreis Vila Pouca de Aguiar.

## Kultur und Sehenswürdigkeiten
Neben den Überresten des vorgeschichtlichen Castelo dos Mouros (nach seinem Fundort auch Castro de Cidadelha) und dem Schandpfahl (Pelourinho), der im 16. Jahrhundert als Zeichen der erneuerten Stadtrechte errichtet wurde, stehen acht weitere Bauwerke in der Gemeinde unter Denkmalschutz. Neben der mittelalterlichen Steinbrücke Ponte dos Pisões sind dies vor allem Sakralbauten. Zu nennen ist insbesondere die im späten 17. Jahrhundert errichtete, einschiffige Gemeindekirche Igreja Paroquial de Alfarela de Jales, nach ihrem Patrozinium auch Igreja do Divino Espírito Santo (dt.: Heiliggeistkirche).
In der Gemeinde sind urgeschichtliche archäologische Fundstellen zu sehen, darunter Megalithanlagen und Felsmalereien. Als sehenswert gelten zudem einige Steinbrunnen und der kleine Erholungspark Parque de Lazer do Rio Tinhela.

## Verwaltung
Alfarela de Jales ist Sitz einer gleichnamigen Gemeinde (Freguesia). In der Gemeinde liegen folgende Ortschaften:
- Alfarela de Jales
- Cidadelha de Jales
- Moreira
- Reboredo